# Erconholda mangholda
Erconholda mangholda är en fjärilsart som beskrevs av William Schaus 1928. Erconholda mangholda ingår i släktet Erconholda och familjen tandspinnare. Inga underarter finns listade i Catalogue of Life.